# Жіноче повсякдення у Кримському ханстві (XVII–XVIII ст.)

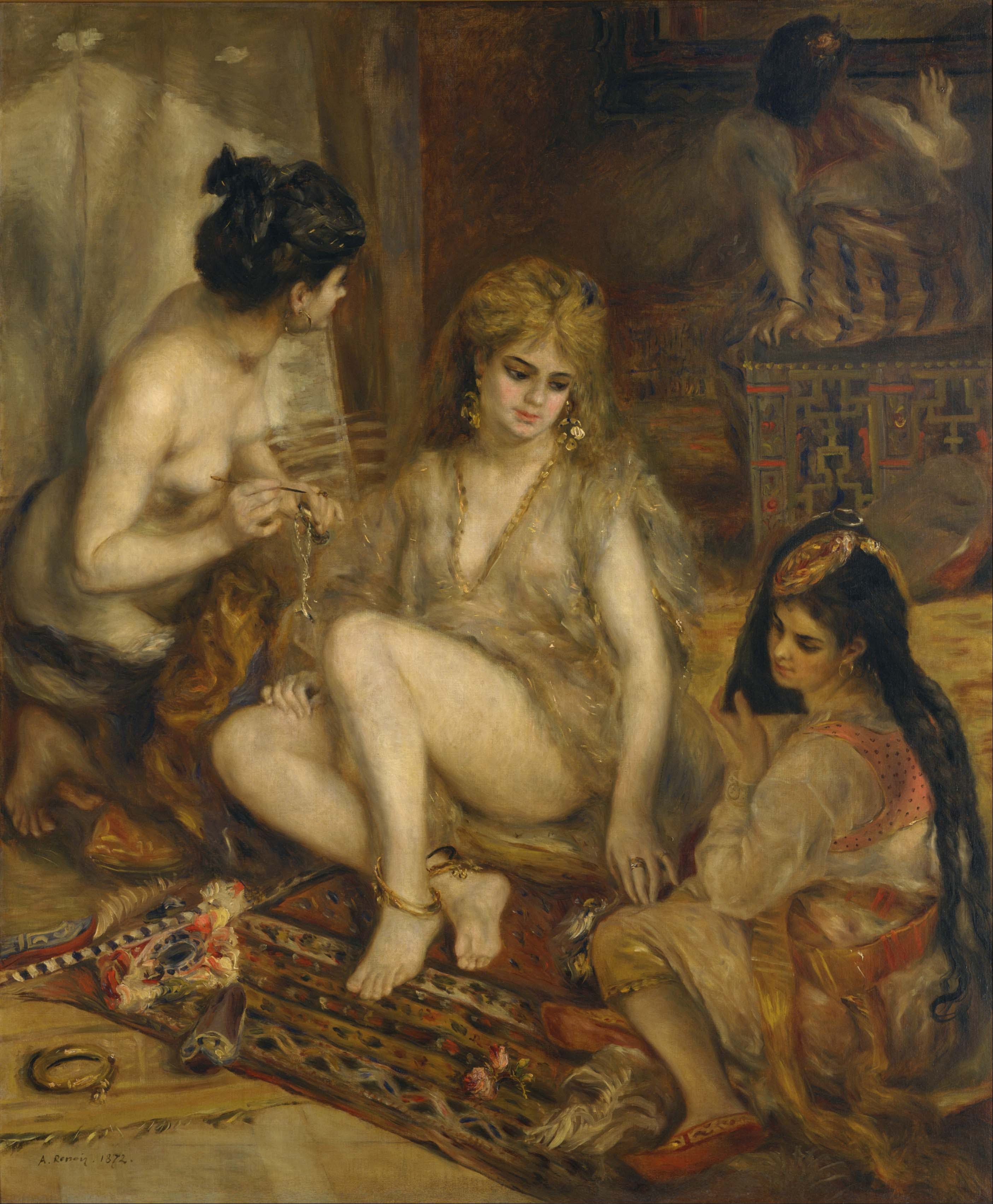
Жінки у кримськотатарському суспільстві: гарем

Жіноче повсякдення в Кримському ханстві періоду XVI–XVIII століть залишалося поза фокусом багатьох класичних історичних досліджень, сконцентрованих переважно на політичній історії та дипломатії ханства. Тим не менш, вивчення соціокультурного життя кримськотатарського жіноцтва дозволяє краще зрозуміти внутрішню динаміку цього поліетнічного й мусульманського державного утворення. Побут, родинні стосунки, одяг, релігійна практика, освіта, господарська діяльність — усе це складові повсякдення, які формували роль жінки в суспільстві ханату.

## Соціальний статус та сімейно-родинні відносини
У кримськотатарському суспільстві XVI–XVIII ст. статус жінки визначався її приналежністю до певного стану: аристократії, духівництва або простолюдинів. Ханські родини (особливо жінки династії Ґераїв) мали значний вплив на дипломатичні зв’язки, укладаючи шлюбні альянси із ногайськими мурзами, османськими або перськими родами .
Згідно з шаріатом, жінка мала право на майно, шлюб за контрактом (ніках) і розлучення (таляк), що знаходить підтвердження в кримських судових документах — сіях Бахчисарайського каді . Наприклад, в актовому документі за 1673 рік зафіксовано справу, де жінка самостійно ініціювала розлучення через «жорстоке ставлення чоловіка» .
Великою повагою користувалися матері ханів і беїв, які нерідко впливали на політичні рішення через родинні зв’язки. Їх згадує й османський хроніст XVII ст. Мустафа Наїма: «Коли хан виїжджав у похід, матір залишалася головною по господарству» .

## Побут, одяг і простір жіночого життя
Жіночий простір Кримського ханства мав чітке розмежування: гурхан (зовнішній світ) і гарем (внутрішнє жіноче житло). У ханських і бейських дворах гарем мав не лише побутову, а й статусну функцію. Архітектура Бахчисарайського палацу дає уявлення про гідність, із якою було оформлено простір для жінок — численні прикраси, кахлі, калиграфічні надписи сур з Корану підкреслювали сакральний характер жіночого середовища .
Жінки носили багатошаровий одяг, характерний для мусульманського світу: шаровари (чакчири), довгу сорочку (гомлек), жилет (єлєк) і накидку (чаршап). Одяг був з натурального шовку або вовни. Згідно з дослідженням "головний убір жінки — яшмак або шалик — був не лише частиною релігійного етикету, а й свідченням її родинного статусу." .
Жіноцтво брало участь у сезонних роботах — особливо в зборі фруктів і ткацтві. Деякі жінки займалися ремеслом — виготовленням тканин, килимів, вишивкою, що збереглося у формі кримськотатарського декоративно-прикладного мистецтва донині.

## Освіта, релігійна практика та участь у публічному житті
Хоча традиційно освіта вважалася чоловічим обов’язком, з джерел відомо про медресе (мусульманські школи), куди допускалися і дівчата. У XVI–XVII ст. фіксуються випадки жіночого письменства: в одному з архівів зберігся лист турецькою мовою, адресований Мустафі-паші, написаний жінкою з Бахчисараю.
Жінки активно долучалися до релігійної практики — особливо в Рамадан. Жінки знатного походження будували мечеті, мазарі, медресе. Наприклад, Ханська мечеть у Старому Криму має фундаційну плиту із згадкою про добродійку Аїше-ханум, доньку хана Сахіба I Ґерая (р. 1608–1610), яка фінансувала її будівництво .
Інша знана благодійниця — Фатіма-султан, дружина хана Хусейна Ґерая (правління: 1758–1764), заснувала медресе у Карасубазарі (нині Білогірськ), а також вакуф — фонд, який утримував вдовиць і дітей загиблих воїнів ханського війська . У тексті вакуфнаме зазначалося: «Ці пожертви вчинені в ім’я Всевишнього, аби сироти не знали нужди, а вдівці — голоду».
У документах XVII століття згадується також Джанике-ханум, сестра хана Ісляма III Ґерая, яка у 1650-х роках фінансувала будівництво жіночої школи при мечеті в Бахчисараї та була відома як одна з перших жінок-хаджій серед кримськотатарської знаті .
Незважаючи на певну ізоляцію, жінки могли виступати у ролі благодійниць (вакіле), засновувати вакуфи, керувати господарством у разі відсутності чоловіка або його смерті, що свідчить про їхню економічну суб'єктність.

## Висновки
Жіноче повсякдення в Кримському ханстві XVI–XVIII ст. формувалося під впливом ісламу, степових традицій і близькосхідної культури. Жінки мали значно більшу автономію, ніж це уявлялося в стереотипах: вони володіли майном, ініціювали шлюбні або майнові справи в суді, брали участь у господарському й релігійному житті. Образ жінки — не лише домогосподарки чи матері, а й активної учасниці культурного та економічного життя ханства — потребує подальшого дослідження, особливо на основі архівних матеріалів і османських хронік.